# Validez (epistemología)
En epistemología, la validez de un conocimiento es el hecho de ser reconocido como un conjunto consistente de proposiciones verdaderas por una comunidad determinada.
La validez del conocimiento admite diversas formas y criterios según los campos o ámbitos en los que manifiesta su validez: podríamos hablar entonces de validez sociológica, étnico-cultural, religiosa, mágica, etc. cada una con sus formas y criterios de aceptación y reconocimiento.
Una comunidad religiosa reconoce como válida, y por tanto afirma como verdadero, los milagros de un santo. Pero, fuera de ese contexto social, dicha afirmación o creencia pierde su mucha o toda su validez. Los criterios de validez para una confesión religiosa son completamente diferentes de los criterios científicos. 
La filosofía y la ciencia como formas de conocimiento tienen distintos criterios de validez. La filosofía ha tenido a lo largo de su desarrollo enfoques exclusivos de la razón, véase racionalismo, como el medio para el conocimiento válido, así como posturas empíricas, como el materialismo y la ciencia tiene como criterio de validez el conocimiento sometido a la razón a la luz de la experiencia. Esta condición, la racionalidad, hace posible la participación en común de los mismos conocimientos, condición esencial de la ciencia: los griegos la identificaron con un mismo término, λογοσ, logos, que significa 'palabra', 'discurso', 'razón', 'argumento', etc.

## Validez en la filosofía
Immanuel Kant distingue entre la validez y el origen del conocimiento. Que el origen de todo conocimiento sea la experiencia no implica que todo conocimiento, por el hecho de tener su origen en la experiencia, sea verdadero.
- Una alucinación sin duda es una experiencia, pero el contenido cognoscitivo de dicha experiencia sólo es verdadero como experiencia subjetiva, y no como verdad objetiva; no puede ser considerada como válida por la comunidad.
- Un conocimiento puede ser reconocido como verdadero en el contexto de la vida ordinaria, no siéndolo en un sentido científico; afirmar que tal manzana es roja es reconocido como verdadero en el contexto de una conversación ordinaria; hoy día, con la comprensión científica acerca de qué son la visión y los colores, no hay ningún problema en aceptar que al sostener que dicha manzana es roja, no se quiere decir que la manzana sea de hecho roja.

A veces la validez adquiere un valor casi metafísico, cuando su contenido de verdad apunta no sólo al hecho de ser aceptado como verdad, sino al fundamento que lo justifica como válido en función de todo el Ser en su conjunto como realidad total.
- La aceptación como verdad de la existencia del alma humana apunta al sentido de una vida fundamentada en una vida más allá de la muerte.
- Las creencias religiosas de una comunidad son tomadas fácilmente como verdades de contenido epistemológico confundiendo el plano de la aceptación dentro de una comunidad religiosa con una verdad científicamente válida.[2]

## Validez en la ciencia
En otros casos, la validez adquiere su valor mediante sus relaciones con hechos o conceptos en un ámbito determinado del conocimiento, como puede ser una teoría científica, o una creencia social.
- El concepto original de «grave» (gravedad) y «leve», hacían referencia a la teoría física aristotélica según la cual los cuerpos graves, una piedra, tendían a volver a su lugar original: el centro de la Tierra, mientras los cuerpos leves, el humo, tendían a alejarse del centro de la Tierra. Hoy tal teoría ha sido abandonada pero el significado mantiene de alguna forma su sentido válido original en contextos no científicos. Lo grave es algo de mucho peso, material o moral, mientras que lo leve tiene poco peso material o poca importancia moral.
- El mismo hecho se describe hoy mejor con diversas teorías según contextos, es decir, según en relación con qué marco conceptual y de realidad se quiere referir el movimiento.[3]

El conocimiento válido en el campo de la ciencia supone la aceptación del mismo por la comunidad científica dentro del ámbito de que se trate, como coherente con una teoría, o dentro de un uso técnico. 
- El reconocimiento como válido dentro de un ámbito cultural viene a significar la coherencia con los postulados o las normas de la tradición cultural, tanto como su sentido de verdad en sí.

### Validez en medicina
En medicina, por ejemplo, dentro de la rama científico-diagnóstica, encontramos diversos criterios de validez:
- Validez clínica: que exista una relación entre la prueba que se quiere realizar y la enfermedad para la cual le estamos dando uso a esa prueba.
- Validez analítica: que dicha prueba funcione y tenga una cierta sensibilidad y especificidad.
- Validez "Bioética" o también denomindada Utilidad clínica: que hace referencia a que realmente tenga sentido realizar y exponer al individuo a dicha prueba.